# CFR clasa 96
De CFR clasa 96 is een tweedelig dieseltreinstel met lagevloerdeel van het type Desiro, voor het regionaal personenvervoer van de Roemeense spoorwegonderneming Căile Ferate Române (CFR).

## Geschiedenis
De uit RegioSprinter ontwikkelde RegioSprinter 2 werd als Desiro op de markt gezet. De Desiro wordt sinds 1998 geproduceerd en verder ontwikkeld als Desiro Classic. Het treinstel werd zowel met dieselmotor maar ook met elektrische aandrijving geleverd.

## Constructie en techniek
Het treinstel is opgebouwd uit een aluminium frame. Typerend aan dit treinstel is de grote voorruit boven de Scharfenbergkoppeling. De treinen werden geleverd als tweedelig dieseltreinstel met mechanische transmissie. De trein heeft een lagevloerdeel. Deze treinen kunnen tot drie stuks gecombineerd rijden. De treinen zijn uitgerust met luchtvering.

## Treindiensten
De treindienst wordt door de Căile Ferate Române ingezet op de volgende trajecten rond Boekarest en tussen de steden Arad, Oradea en Cluj.